# Ankyloza

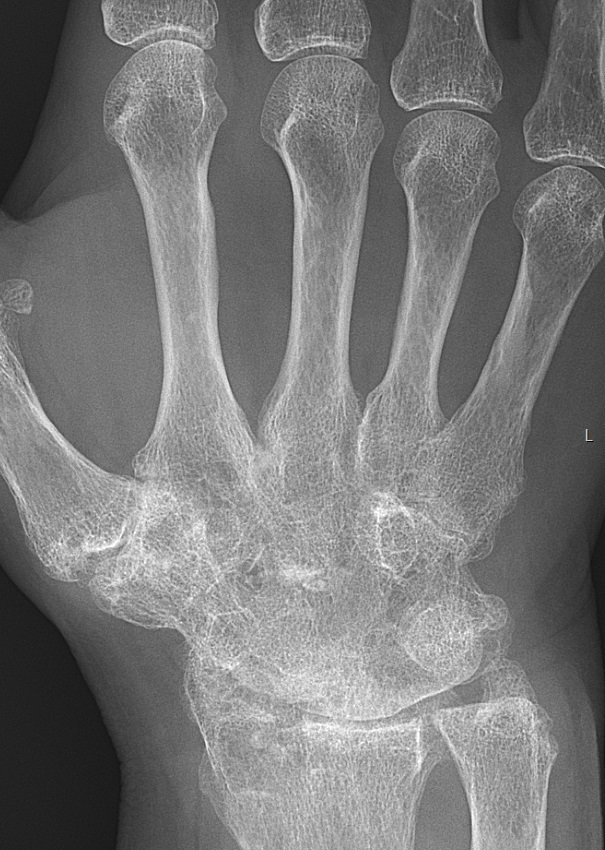
Ankyloza kości nadgarstka

Ankyloza (gr. agkýlos ‘zakrzywiony’, ‘wygięty’) – włókniste zesztywnienie skutkujące unieruchomieniem stawu powstałe najczęściej w wyniku reumatoidalnego zapalenia stawów (RZS), urazu, zabiegu operacyjnego lub niektórych chorób kości i stawów.